# Joe Werner
Joe Werner (* 13. August 1984 in Chippewa City (Minnesota)) ist ein ehemaliger US-amerikanischer Basketballspieler.

## Laufbahn
Werner spielte als Schüler an der McDonell High School im US-Bundesstaat Minnesota Basketball und American Football. Mit 17 Jahren hatte der zuvor eher kleine Werner einen Wachstumsschub und erreichte letztlich eine Körpergröße von 2,02 Metern. Angebote von Hochschulen für Sportstipendien erhielt er nicht, Werner nahm ein Studium an der University of Wisconsin-La Crosse auf und gehörte in seinem ersten Unijahr nicht zur Basketballmannschaft. Er spielte dann von 2003 bis 2007 für „UWL“ in der dritten NCAA-Division. In der Saison 2006/07 wurde der auf der Centerposition eingesetzte Werner Spieler des Jahres der Wisconsin Intercollegiate Athletic Conference (WIAC). 2005/06 wurde er von der Vereinigung der US-Basketballtrainer (NABC) in die dritte und 2006/07 in die zweite „All-America“-Auswahl der NCAA 3 gewählt und gehörte somit zu den landesweit besten Spielern dieser Hochschulspielklasse. Werner bestritt insgesamt 104 Spiele für die Mannschaft der University of Wisconsin-La Crosse und erzielte Gesamtwerte von 1398 Punkten, 829 Rebounds sowie 70 Blocks. Seine Reboundanzahl und seine Blocks setzten ihn in der ewigen Bestenliste der Hochschulmannschaft in beiden Kategorien auf den zweiten Platz. 2017 wurde Werner als Anerkennung für seine sportlichen Leistungen auf der „Wall of Fame“ der University of Wisconsin-La Crosse verewigt.
Im Sommer 2007 absolvierte Werner ein Probetraining bei den Green Bay Packers aus der Footballliga NFL, nahm an Vorbereitungsspielen teil, erhielt letztlich aber keinen Vertrag und begann seine Laufbahn als Berufsbasketballspieler, die ihn zunächst nach Australien führte. Dort stand er in den Frühjahresspielzeiten 2008 und 2009 bei den Kilsyth Cobras in der Liga SEABL unter Vertrag. In seiner ersten Saison erzielte Werner 20,9 Punkte pro Begegnung und kam auf 15,4 Rebounds je Partie, Letzteres war der Ligahöchstwert. In der 2009er Saison wurde der Amerikaner als Spieler des Jahres der SEABL-Oststaffel ausgezeichnet, nachdem er 21,8 Punkte und 13,6 Rebounds pro Einsatz erzielt hatte.
Im August 2009 wurde Werner vom deutschen Bundesligisten Gießen 46ers unter Vertrag genommen. Für die Mittelhessen bestritt er im Spieljahr 2009/10 32 Bundesligaeinsätze und kam im Durchschnitt auf 5,3 Punkte sowie 3,8 Rebounds je Begegnung. 2010 wechselte er zum österreichischen Bundesligisten WBC Raiffeisen Wels. Im Herbst 2010 zog sich Werner einen Kreuzbandriss zu und fiel deshalb lange aus. Nach verletzungsbedingt wenigen Einsätze im Spieljahr 2010/11 war er 2011/12 ein Leistungsträger der Welser Mannschaft (13,9 Punkte, 9,3 Rebounds/Spiel).
Im Anschluss an zwei Jahre in Österreich setzte der US-Amerikaner seine Laufbahn in Japan fort. Er wurde von den Chiba Jets verpflichtet, bei denen er in der Saison 2012/13 spielte und auf Mittelwerte von 19,8 Punkten und 11,4 Rebounds kam. Hernach stand er ein Jahr lang bei Kyoto Hannaryz unter Vertrag. Sein letztes Jahr als Profibasketballspieler verbrachte Werner ebenfalls in Japan, bei der Mannschaft Toyama Grouses.
Nach dem Ende seiner Leistungssportkarriere ging Werner in die Vereinigten Staaten zurück und wurde in der Vermarktungsabteilung eines Versicherungsunternehmens tätig.